# گلوگاه (نرم‌افزار)
در مهندسی نرم‌افزار ، گلوگاه یا تنگنا (باتل نک) زمانی اتفاق می‌افتد که ظرفیت یک برنامه کاربردی یا یک سیستم کامپیوتری توسط یک جزء آن محدود شود، مانند گردن یک بطری که جریان کلی آب را کند می‌کند. گلوگاه کمترین توان عملیاتی را در بین تمام قسمت های مسیر تراکنش دارد.
به این ترتیب، طراحان سیستم سعی می‌کنند از تنگناها اجتناب کنند و تلاش‌های مستقیمی را برای مکان‌یابی و تنظیم تنگناهای موجود انجام دهند. چند نمونه از تنگناهای مهندسی احتمالی عبارتند از: پردازنده ، لینک ارتباطی ، دیسک‌گردان و غیره. اگر کار با سرعت کافی انجام شود، هر سیستم یا برنامه ای با تنگنا مواجه خواهد شد. 
ردیابی تنگناها (گاهی اوقات به عنوان "نقاط داغ" شناخته می شود - بخش هایی از کد که اغلب اجرا می شوند - یعنی دارای بیشترین تعداد اجرا هستند) تجزیه و تحلیل عملکرد نامیده می شود. کاهش معمولاً با کمک ابزارهای تخصصی به دست می‌آید که به آنالیزورهای عملکرد یا پروفایلر معروف هستند. هدف این است که آن بخش‌های خاص کد را با بیشترین سرعت ممکن انجام دهیم تا کارایی کلی الگوریتمی بهبود یابد.

## همچنین ببینید
- مهندسی عملکرد
- پروفایل سازی (برنامه نویسی کامپیوتری)
- بهینه سازی برنامه